# 一ノ瀬カレン
一ノ瀬 カレン(いちのせ かれん、1984年2月11日 - )は、日本のAV女優。東京都出身。
趣味は音楽鑑賞。
絶頂倶楽部というサークルのトップ。

## 略歴
- 2005年8月に『お尻がキュンとエロいの!』でh.m.p専属女優としてAVデビュー。
- 2006年2月に『初セル』でMOODYZに移籍しセルデビュー。

## 作品

### アダルトビデオ
2005年
- お尻がキュンとエロいの!（8月21日、h.m.p）
- 幼な妻はセックス狂い♥ （9月21日、h.m.p）
- 僕の前で君がイク…快感（10月21日、h.m.p）
- 素っぴんでイキたぁい!（11月21日、h.m.p）
- チチくりハメ逢い…（12月21日、h.m.p）

2006年
- チチくりハメ逢い…（1月21日、h.m.p）
- 初セル（2月1日、MOODYZ）
- ハイパーデジタルモザイクVol.20（3月1日、MOODYZ）
- ドリームアイドル3（4月13日、MOODYZ）
- 最高のオナニーのために（5月13日、MOODYZ）
- 精飲ハンター（6月13日、MOODYZ）
- 使い捨てM奴隷35（7月13日、MOODYZ）
- カフェ・ド・痴女（8月4日、アキノリ）共演:咲月ゆり、美波さら、夢乃加奈、蛯原みなみ
- 生人形 one doll（8月19日、スタイルアート）
- 快感 エロ汁マンチョ7（8月25日、OPERA［オペラ）
- 雌女anthology ＃037 「女の口は嘘をつく。」（9月1日、アウダースジャパン）
- 美脚中出し III（9月10日、隼エージェンシー）他出演:安藤美緒、さくらの、菅野亜梨沙、川尻みゆき、蛯原みなみ
- [ラヴ・エモーション]（9月19日、スタイルアート）
- 快感 エロ汁マンチョ7（9月25日、OPERA［オペラ）
- 街でうわさの中出しギャル VI（10月10日、隼エージェンシー）他出演:SARINA、葵えみり、咲月ゆり、杉浦まな、つゆの優、斎藤めぐみ、来栖もも
- フェラコレ2006秋（10月10日、隼エージェンシー）他多数出演
- ノーモザイクおまんこ 6（10月13日、カルマ） 他出演:野々宮りん、@YOU
- エロかわモデル強姦中出し（10月19日、BRAVO）他出演:麻生岬、木村那美、さくらの、川尻みゆき
- 痴女サミット 2（11月4日、アキノリ）共演:野々宮りん、姫野愛、美波さら、山本瞳子、星崎あいか、長谷川ちひろ、大塚ひな
- こだわりの手コキ 4時間SP 2 40人のハンドメイド（11月11日、隼エージェンシー）他39名出演
- 陵辱 中出し病棟（12月7日、SODクリエイト）共演:夏目ナナ、乃亜、かすみ果穂、長澤つぐみ、紅音ほたる、星ありす
- レズサミット 2（12月7日、アキノリ）共演:野々宮りん、姫野愛、美波さら、山本瞳子、星崎あいか、長谷川ちひろ、大塚ひな
- オナニスト　第十五章（12月10日、隼エージェンシー）他多数出演
- 癒らし。Vol.25（12月15日、アウダースジャパン）
- 僕、専用。Z-SP side.A（12月29日、ゴーゴーズ）共演:みずなあんり、真鍋美奈、辻あずき、観月若菜
- 僕、専用。Z-SP side.B（12月29日、ゴーゴーズ）共演:みずなあんり、真鍋美奈、辻あずき、観月若菜

2007年
- 近親相姦 母と息子～帰ってきた息子はニューハーフ 2～（1月13日、隼エージェンシー）
- 都内人気ダンスホールで不良外国人とド淫乱×乱交（1月18日、SODクリエイト）
- 救性痴女病棟3（2月1日、アイデアポケット）共演:寧々、天乃みお、はすみ、蒼月ひかり
- Wギャル痴女×超ギリ激ヤバモザイク×攻められ天国（3月8日、ディープス）共演: 天乃みお
- やっぱ!中出しでしょⅦ *12人の中出し姫*（4月12日、隼エージェンシー）他11名出演
- こだわりの手コキ 4時間SP 4 40人のハンドメイド（5月12日、隼エージェンシー）他39名出演
- DANCE（4月19日、スタイルアート）共演:天乃みお、加瀬あゆむ
- 今週、妻が痴女ります（5月5日、ワープエンタテインメント）
- 人妻の情事9 夫以外の男に中出しされた妻たち（5月12日、隼エージェンシー）他出演:安住涼子、北崎未来、川村カンナ、城本久美
- 乳首の弱いカノジョと僕が、互いに乳首を責めあいました。撮り下ろし×THE4時間（5月15日、ワープエンタテインメント）他出演: Marin.、志保、河愛杏里、落合ゆき、風間ゆみ、加藤レイナ、大沢佑香、高瀬七海、浜崎りお
- 後妻の誘惑 禁断の淫らな肉体（5月25日、Nadeshiko(なでしこ））
- ザーメンby女教師（6月15日、ワープエンタテインメント）
- 彼女が全面支配する ボクとカノジョと僕のオナニー（6月15日、ワープエンタテインメント）他多数出演
- フェラコレ2007夏SP（7月13日、隼エージェンシー）他多数出演
- 調教完了。　中出し陵辱病棟　牝奴隷ナース誕生編（7月19日、SODクリエイト）共演:夏目ナナ、乃亜、かすみ果穂、長澤つぐみ、紅音ほたる、星ありす
- DANCE 3（7月19日、スタイルアート）共演:天乃みお
- フェラマニア Vol.3（8月19日、BRAVO）他多数出演
- イイ女がアナル御開張!マン毛モロ出しノーモザイクDANCE（11月19日、スタイルアート）共演:天乃みお、加瀬あゆむ、ANNA

2008年
- 熟れた人妻 欲望のままに男を誘惑する人妻たち（2月18日、Nadeshiko(なでしこ））他出演:葉月由良、華咲りょう、SARINA、星野いずみ、持田茜
- 火曜日は全裸登校日（9月4日、アキノリ）他多数共演
- 転校したら男は僕一人ぼっちだった…。 4（10月9日、アキノリ）他多数共演
- 人妻の実態 ～これが私の淫乱ワイフ～（10月10日、LEO）他出演:小鳥遊恋、浅野弥恵
- 強制電マTrance 2 ～絶叫フルオン!電マトランス第2弾!～（10月13日、ZONE）他出演:神谷ミサト、楓あかり、森下純、平原亜紀
- 悪の秘密ケツ社 一ノ屁のぞみ対肛門変態ホラレンジャー（11月22日、クロス）共演:一戸のぞみ、翼裕香、伊藤あずさ、春永りょう、水咲志歩、藍花、真島みゆき ※AVグランプリ2009 エントリー作品
- 鬼畜調教 新人OL浣腸レイプ（11月22日、CORE）他出演:はるか悠、三村佳奈 ※AVグランプリ2009 エントリー作品
- 緊縛イラマチオ2 10人の口便器女（12月1日、ワンズファクトリー）他9名出演

2010年
- キスして手コキして抜いてあげる（1月19日、ミスター・インパクト）他多数出演
- オペラ5周年記念DVD24時間6枚組 （12月25日、オペラ）他多数出演

### イメージビデオ
- アカルイセックス（2005年8月13日、コンセント）

## 出演
- Peach-Pit 桃のたね（MONDO TV）